# آدامار کاراوتی
آدامار کاراوتی (انگلیسی: Adamar Caravetti؛ زادهٔ ۴ فوریهٔ ۱۹۴۵) بازیکن فوتبال اهل برزیل است.
از باشگاه‌هایی که در آن بازی کرده‌است می‌توان به باشگاه فوتبال پالمیراس اشاره کرد.